# Dận Lễ
Doãn Lễ (chữ Hán: 允禮; tiếng Mãn: ᠶᡡᠨ ᠯᡳᡳ, Möllendorff: yūn lii; 24 tháng 3, 1697 - 21 tháng 3, 1738), Ái Tân Giác La, tự Tuyết Song (雪窗), hiệu Xuân Hòa chủ nhân (春和主人), thất danh Tự Đắc viên (自得园), Xuân Hòa đường (春和堂), Tĩnh Viễn trai (静远斋), là hoàng tử thứ 17 tính trong số những người con sống tới tuổi trưởng thành của Thanh Thánh Tổ Khang Hi Đế. Người Mãn Châu Chính Hồng kỳ, thuộc Hữu dực cận chi Chính Hồng kỳ Đệ nhất tộc.

## Tiểu sử
Hoàng tử Doãn Lễ nguyên tên là Dận Lễ (胤禮), sinh vào giờ Dần ngày 2 tháng 3 (âm lịch) năm Khang Hi thứ 36 (1697), là người con duy nhất của Thuần Dụ Cần phi Trần thị, xuất thân người Hán. Ngay từ thuở nhỏ, ông đã bộc lộ là một người thông minh, học giỏi nhưng khác với các Hoàng tử khác ông không hề có tham vọng với ngai vàng. Ông được đánh giá là một người khôn ngoan và cẩn trọng, có nhiều đóng góp cho triều đình. Khi Ung Chính Đế lên ngôi, ông đổi tên thành Doãn Lễ để tránh phạm huý. Năm Khang Hi thứ 60 (1721), tháng 10, ông được giao quản lý sự vụ Trung Chính điện (中正殿). Cũng trong khoảng thời gian cuối thời Khang Hi này, ông được phong làm Cố Sơn Bối tử.
Năm Ung Chính nguyên niên (1723), tháng 4, ông được ban tước Đa La Quả Quận vương (多羅果郡王). Phong hiệu "Quả" của Doãn Lễ, Mãn văn là 「kengse」, ý là "Quyết đoán", "Quả cảm"; phủ đệ của ông nằm ở cửa Tây của Đông Quan viên (東官園) phía thành Đông, Bắc Kinh. Phủ chia làm hai bộ phận là Tây lộ cùng Đông lộ, lấy Tây lộ làm chủ thể, cửa chính 5 gian, chính điện 7 gian, điện thờ phụ 7 gian, hậu điện 5 gian, tẩm điện cùng Hậu trảo điện đều 7 gian. Phía Đông có khu sinh hoạt, trong đó có có hoa viên. Tháng 5 cùng năm, ông được giao quản lý sự vụ Ngự thư xứ của Võ Anh điện. Đến tháng 7, ông thay quyền Hữu dực Tiền phong Thống lĩnh và Hộ quân Thống lĩnh, trở thành Nghị chính Vương Đại thần. Cũng trong năm nay, ông bắt đầu thay quyền xử lý sự vụ Đô thống Hán quân Tương Lam kỳ.
Năm thứ 2 (1724), tháng giêng, ông chính thức nhậm chức Đô thống Hán quân Tương Lam kỳ. Tháng 5 thì điều làm Đô thống Mãn Châu Tương Hồng kỳ. Năm thứ 3 (1725), tháng 8, ông được giao quản lý sự vụ của Thượng thư Lý Phiên viện. Cũng trong tháng này, ông được tăng bổng lộc và cận vệ lên hàng Thân vương vì sự siêng năng và trung thực. 1 năm sau, ông được giao quản lý sự vụ Đô thống Mãn Châu Tương Lam kỳ và kiêm quản Quốc tử giám. Năm thứ 6 (1728), tháng 2, ông được thăng làm Hòa Thạc Quả Thân vương (和碩果親王) và được bổ nhiệm vào Quân cơ xứ, cơ quan quyền lực bậc nhất thời nhà Thanh lúc bấy giờ. Với cương vị Quân cơ đại thần, ông được giao các nhiệm vụ quan trong như hộ tống Đạt Lai Đạt Ma trở về Tây Tạng và kiểm tra quân đội đóng trên đường đi. Ông cũng được biết đến là một nhà bảo trợ và học giả của Phật giáo Tây Tạng. Tháng 9 cùng năm, Doãn Lễ được giao quản lý sự vụ Thượng dụ xứ (上谕处) và kiêm quản Đô thống Mông Cổ Tương Lam kỳ.
Năm thứ 7 (1729), tháng 7, ông chịu trách nhiệm tổng lý sự vụ Công bộ Thượng thư. 1 năm sau, ông lần lượt quản lý sự vụ Viên Minh Viên Bát kỳ binh đinh và Hộ bộ Tam khố. Đến năm thứ 12 (1734), ông trở thành Tông lệnh, đứng đầu Tông Nhân phủ, và kiêm quản sự vụ Hộ bộ. Khi Ung Chính Đế băng hà, Doãn Lễ là một trong những người được mệnh phụ chính, tổng lý sự vụ giúp Càn Long Đế vừa lên ngôi. Năm Càn Long thứ 3 (1738), ngày 2 tháng 2 (âm lịch), Quả Thân vương Doãn Lễ qua đời khi 42 tuổi, được truy phong thụy hiệu là Nghị (毅). Ông được táng ở Thượng Nhạc Các trang (上岳各莊) tại huyện Dễ, tỉnh Hà Bắc.

## Tương quan
Nhìn chung, Quả Nghị Thân vương Doãn Lễ là một người em khá được trọng dụng của Ung Chính Đế, địa vị có thể tương đương một chi Di Hiền Thân vương Dận Tường và Trang Khác Thân vương Doãn Lộc. Sinh thời Doãn Lễ đặc biệt yêu thích và có tài năng trong các lĩnh vực thư pháp và thơ ca. Ngoài ra, ông cũng rất yêu thích du lịch và đã đi thăm gần hết các ngọn núi nổi tiếng ở Tứ Xuyên. Vì giỏi thư họa và thi từ, Doãn Lễ có các tác phẩm như "Tĩnh Viễn trai thi tập" (靜遠齋詩集) không phân quyển, "Xuân Hòa đường thi tập" (春和堂詩集) 2 quyển, "Phụng sứ ký hành thi" (奉使紀行詩) 1 quyển, "Xuân Hòa đường kỷ ân thi" (春和堂紀恩詩) 1 quyển, "Tuyết song tạp vịnh" (雪窗雜詠) 1 quyển cùng "Xuân Hòa đường toàn tập" (春和堂全集) 8 quyển.
Khi còn sống, Doãn Lễ chỉ có một con trai, nhưng cũng chết yểu, khi ông qua đời thì đã hoàn toàn tuyệt tự. Càn Long Đế hạ chỉ: ["Quả Thân vương hoăng thệ. Trẫm niệm tình thân, tước vị nên nối tiếp truyền đời, nhưng Vương qua đời lại không con, làm sao có thể kế tục truyền tước được. Nay mệnh Trang Thân vương, Hòa Thân vương, Thận Quận vương, Đại học sĩ Ngạc Nhĩ Thái và Trương Đình Ngọc hội nghị cụ tấu"]. Sau, các đại thần kiến nghị đem em út của Càn Long Đế là Hoàng lục tử Hoằng Chiêm làm kế tự cho Quả vương phủ, Cao Tông ra chỉ dụ: ["Phụng vấn Hoàng thái hậu, theo Hoàng thái hậu ý chỉ, cũng như có kiến nghị từ các Vương đại thần, nay lệnh Lục a ca Hoằng Chiêm tập phong Quả Thân vương"]. Do vậy Hoằng Chiêm nhập Quả vương phủ, trở thành Kế tổ của dòng dõi này.
Quả vương phủ một chi nhập kỳ, được phân đến "Hữu dực cận chi Chính Hồng kỳ đệ nhất tộc", cùng một kỳ tịch với Thành vương phủ (hậu duệ Vĩnh Tinh), Bối lặc Vĩnh Cơ phủ và Chung vương phủ (hậu duệ Dịch Hỗ). Về sau, Quả vương phủ nam duệ không có nhiều, trên phương diện lịch sử cũng không thấy điều gì nổi trội. Từ năm 1937, hậu duệ nam giới của Quả vương phủ lưu lại chỉ còn 10 người, sau đó cũng không thấy tung tích, có khả năng đã hoàn toàn tuyệt tự. Phủ đệ về sau cũng bị trao cho Thụy Thân vương Miên Hân, một chi Quả vương phủ phải dọn đến Mạnh Đoan hồ đồng (孟端胡同).

## Gia quyến

### Thê thiếp
- Đích Phúc tấn: Nữu Hỗ Lộc thị (鈕祜祿氏), con gái của Quả Nghị công A Linh A (阿靈阿), cháu gái của Át Tất Long.
- Trắc Phúc tấn: Mạnh thị (孟氏), con gái của Đạt Sắc (達色).
- Hậu duệ:
  - Trưởng tử (1732), sinh giờ Tuất ngày 16 tháng 4 năm Ung Chính thứ 10, qua đời ngày 8 tháng 10 cùng năm, khi được 6 tháng tuổi, mẹ là Mạnh thị.
  - Trưởng nữ (1734 - 1735), chết non, mẹ là Mạnh thị.
  - Con thừa tự: Quả Cung Quận vương Hoằng Chiêm, con trai thứ 10 của Ung Chính Đế .

## Trong văn hóa đại chúng
| Năm  | Phim                          | Diễn viên            | Nhân vật |
| 2012 | 《Hậu cung Chân Hoàn Truyện》 | Lý Đông Học (李东学) | Doãn Lễ  |